# Shree Sanatan Hindu Mandir
Shree Sanatan Hindu Mandir (grossièrement traduit par «temple hindou tout compris») est le nom de deux temples hindous à Londres, l'un situé près d'Ealing Road à Wembley, dans le Borough londonien de Brent et l'autre à Whipps Cross près de Leytonstone. Ils sont gérés par l'association caritative Shri Vallabh Nidhi UK . 
Les temples suivent le Sanatana dharma, et en commun avec d'autres temples appelés Sanatan, leur intention est d'être non sectaire et œcuménique ,. 

## Temple de Leytonstone

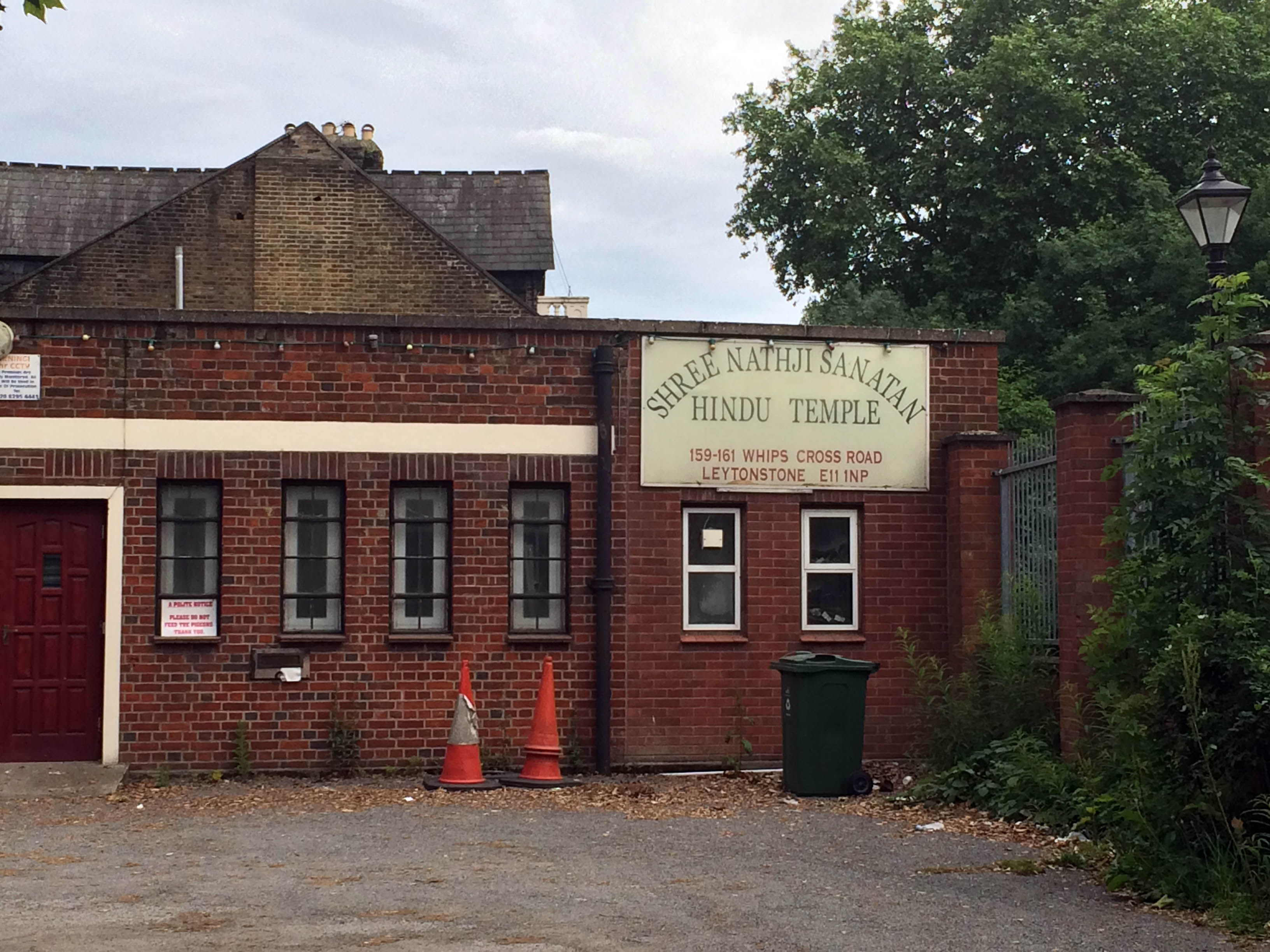
Le temple d'origine à Leytonstone

Le temple de Leytonstone s'appelle Shri Nathji Mandir et a été inauguré en juin 1980. Il a les divinités suivantes - Shri Ram, Shrinathji, Shiv Parivaar, Amba Mataji, Jalaram Bapa et Hanumanji . 

## Temple de Wembley
Il a été ouvert à l'été 2010, a mis 14 ans à être construit et est entièrement fait de calcaire indien importé. Il a été construit selon les écritures des textes sacrés hindous et ne contient donc aucun support en acier . Son site a une superficie de  700 mètres carrés. 
De nombreuses pièces du temple ont été sculptées à la main dans la ville de Sola, dans l'État indien du Gujarat - avant d'être transportées par avion en Grande-Bretagne et assemblées. Il y avait 41 statues en marbre de divinités fabriquées en Inde spécialement pour le mandir. L'intérieur est richement décoré de sculptures sur les piliers et les murs, ainsi que de nombreux sanctuaires avec des figures peintes de divinités hindoues. Certains chefs spirituels célèbres et formes de dieux d'autres religions figurent dans les sculptures, dont celle de Mère Teresa et du Sikh Guru Nanak. À son point culminant, le temple atteint les 20 mètres de hauteur . 
Le temple a les divinités suivantes : Shri Ganeshji, Shri Sahajanand Swami, Shri Amba Mataji, Shri Simandhar Swami, Shri Radha Krishna, Shri Ram Darbar, Shri Shrinathji, Shri Tirupati Balaji, Shri Shiv Parivar, Shri Jalaram Bapa, Shri Hanumanji. 
Le temple a été construit grâce aux fonds collectés par l'association caritative Shri Vallabh Nidhi UK (SVNUK).